# Distrito judicial de Colombia
Un Distrito judicial es una división administrativa del Poder Judicial en Colombia. Estos se sitúan en la rama de la jurisdicción ordinaria por debajo de la Corte Suprema  y por encima de los juzgados de circuito, los cuales son la agrupación de los juzgados municipales.
Un distrito judicial se ubica donde la ciudad es cabecera de una región, un ejemplo sería el Distrito judicial de Villavicencio que se compone de  71 juzgados que tienen jurisdicción en cinco departamentos de la Orinoquia y tres municipios de Cundinamarca.

## Tribunales Superiores
Los Tribunales Superiores son creados en cada Distrito Judicial por el Consejo Superior de la Judicatura, para el cumplimiento de las funciones que determine la ley. Aunque el número de magistrados de los tribunales es determinado por el Consejo Superior de la Judicatura, éste debe ser mínimo de 3 magistrados por tribunal. 
En la actualidad existe un Tribunal Superior en cada distrito judicial existente en el territorio nacional, es decir, 33 Tribunales Superiores de Distrito Judicial, junto con 202 circuitos judiciales.

## Composición de los distritos judiciales
Los distritos judiciales y los circuitos judiciales sobre los que tienen jurisdicción son los siguientes:
| Distrito judicial de Cartagena - Circuito judicial de Cartagena - Circuito judicial de El Carmen de Bolívar - Circuito judicial de Magangué - Circuito judicial de Mompós - Circuito judicial de Simití - Circuito judicial de Turbaco | | |
| Distrito judicial de Valledupar - Circuito judicial de Valledupar - Circuito judicial de Aguachica - Circuito judicial de Chiriguana                                                                                                   | Distrito judicial de Sincelejo - Circuito judicial de Sincelejo - Circuito judicial de Corozal - Circuito judicial de San Marcos - Circuito judicial de Since - Circuito judicial de Sucre | Distrito judicial de Yopal - Circuito judicial de Yopal - Circuito judicial de Monterrey - Circuito judicial de Orocue - Circuito judicial de Paz de Ariporo |